# Syneco
Syneco è un'azienda italiana distribuita in tutto il mondo specializzata in lubrificanti.

## Storia
Syneco S.p.A. nasce nel 1976 a San Giuliano Milanese in provincia di Milano, ed opera nella ricerca, formulazione, produzione e commercializzazione di lubrificanti ed olii con basi sintetiche.

I suoi prodotto sono presenti nei settori dell'autotrazione, delle competizioni, dell'industria ceramica e delle lavorazioni speciali.
L'azienda ha ottenuto la certificazione UNI EN ISO 9001. L'avanzato laboratorio di analisi chimico-fisica, è un elemento per il quale l'azienda italiana ha un particolare interesse. Infatti analizzando i campioni prelevati, prepara per particolari impianti, olii su misura, aiutando così partner nella manutenzione preventiva.

Produce inoltre anche prodotti certificati dalla National Sanitation Foundation adatti per contatto accidentali con cibi.
Insignita nel 2014 del premio FIRE Certificati Bianchi per un'industria energeticamente efficiente dalla Federazione Italiana per l'uso razionale dell'energia, rivolto ai migliori progetti per un uso intelligente dell'energia nel settore industriale.

## Partner di Syneco[8]
- BMW
- Scania
- Volkswagen
- Caterpillar
- Chrysler
- Lamborghini
- Volvo